# Nicolas Mathieu (curé)
Pour les articles homonymes, voir Mathieu et Nicolas Mathieu.
Nicolas Mathieu, mort à Paris le 30 mars 1706 à l'âge de 63 ans, bachelier en théologie, est un prêtre catholique, curé de l'église Saint-André-des-Arts à Paris à la fin du XVIIe siècle et au début du XVIIIe siècle. Son influence est importante en ce qui concerne la diffusion de la musique italienne et française, en dehors du cadre de la messe.

## Biographie
Nicolas Mathieu termine ses études à la faculté de théologie de Paris, en obtenant le grade universitaire de bachelier.
Il est nommé curé de l'église Saint-André-des-Arts, par la faculté de médecine de Paris le 19 avril 1678, à la suite de la mort d'Antoine de Breda le 16 avril, alors qu'il n'est que diacre. Ses droits furent contestés par Jean Robert, docteur en théologie, grand archidiacre et chanoine de Chartres, qui prétendait à la même cure. Afin de résoudre ce conflit, l'archevêque de Paris donna des provisions ad conservationem juris (« pour la conservation du droit ») à Nicolas Mathieu. Le procès dura trois ans et, par arrêt du 26 juin 1681, la fonction du curé Mathieu fut maintenue et conservée. Il reste curé de l'église Saint-André jusqu'à sa mort en 1706.
Une fois sa nomination effectivement officialisée et enregistrée, dès le mois de juin 1681, l'abbé Mathieu commença à organiser un concert religieux chaque semaine. Comme il demeurait dans un logement spacieux de trois étages avec deux pièces à chaque niveau, les musiciens pouvaient faire entendre de la musique sans aucun empêchement au premier étage, y compris avec des instruments. De plus, selon son inventaire après décès, Nicolas Mathieu y possédait « un petit jeu d'orgues enfermé dans une armoire de bois de noyer à filet de bois noirci, garni de ses soufflets » ainsi qu'« un clavecin de pareil bois » du facteur Philippe Denis, une basse de viole anglaise, deux violes françaises, une basse de violon et deux violons. Il fallait que ces instruments soient bien tenus afin d'assurer la qualité des meilleures musiques française et italienne.

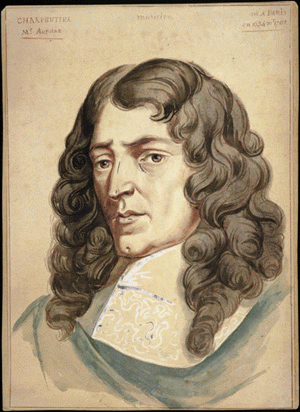
Marc-Antoine Charpentier.

Si Marc-Antoine Charpentier n'a laissé aucun texte sur ce sujet, il est fort probable que cet élève de Giacomo Carissimi fréquentait le logement de l'abbé. Dans son Poème sur la Musique (éd. 1714, actualisé en 1734), Jean de Serré de Rieux, conseiller au  Parlement de Paris et grand amateur de musique, composa les vers suivants, inspirés par ces activités> :
D'un pieux amateur le zèle curieux,

Dans la France attira des motets précieux,

Qui traçant à nos chants une route nouvelle,

À nos auteurs naissants servirent de modèle.

D'ouvrages renommés il forma son concert ;

De tous les connaisseurs il fut l'asile ouvert.

Les exécutions vives et difficiles, 

Firent dans l'art du chant des élèves habiles ;

Et le latin offrant plus de fécondité,

Dans un tour tout nouveau savamment fut traité.

Charpentier revêtu d'une sage richesse,

Des chromatiques sons fit sentir la finesse.

Dans la belle harmonie il s'ouvrit un chemin,

Neuvièmes et tritons brillèrent sous sa main.
Nicolas Mathieu mourut à Paris le 30 mars 1706, à l'âge de 63 ans. Le lendemain, il fut inhumé en l'église Saint-André-des-Arts.

## Collection Nicolas Mathieu
L'abbé Mathieu possédait une importante bibliothèque musicale, ayant acquis près de deux cents articles. La collection comptait des œuvres italiennes et des œuvres françaises. Parmi les français on trouve les noms de Jean-Baptiste Lully, Henry Du Mont, Pierre Robert, Louis-Nicolas Blondel, Nicolas Bernier, André Campra, Jean-Baptiste Morin et Marc-Antoine Charpentier,. Bien entendu, la collection de la musique italienne était la plus remarquable. Jean de Serré de Rieux écrivit en 1734 : 

« Monsieur Mathieu, curé de Saint-André-des-Arts, pendant plusieurs années du dernier siècle, avoit établi chès lui un concert toutes les semaines où l'on ne chantoit que de la musique latine composée en Italie par les grands maîtres qui y brilloient depuis 1650. Sçavoir Luigi Rossi, Cavalli, Cassati (Cazzati), Carissimi à Rome, Legrenzi à Venise, Colonna à Boulogne, Alessandro Melani à Rome, Stradella à Gênes, et Bassani à Ferrare, qui seul a fait imprimer plus de trente ouvrages. Ces auteurs ont été restaurateurs de la bonne musique en Europe, et les destructeurs du goût flamand qui l'avoit infectée pendant plus d'un siècle ; et c'est par le curé de Saint-André que ces bons ouvrages ont été pour la première fois connu à Paris »

— Jean de Serré de Rieux, La Musique, Paris, 1734, p. 112-113.
En effet, dès Johannes Ockeghem sous le règne du roi Charles VII jusqu'à Henry Du Mont, la cour de France accueillait un certain nombre de compositeurs flamands. On comprend que l'époque rejetait toutefois le style musical franco-flamand qui avait nourri la musique depuis la fin du Moyen Âge.

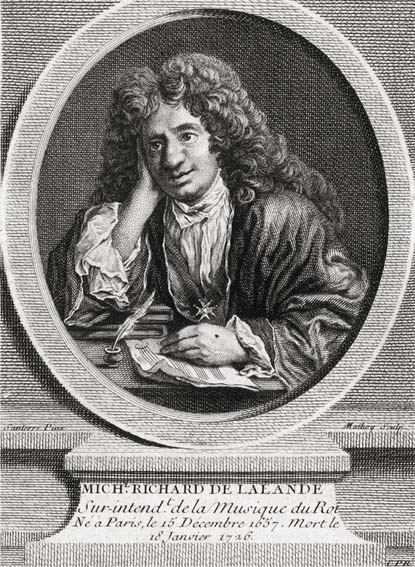
Michel-Richard de Lalande.

À la suite du décès de Nicolas Mathieu, Michel-Richard de Lalande reçut en héritage ses quatre collections de cantates et de motets. Après la mort du roi Louis XIV en 1715, le compositeur se consacra notamment à la révision de ses œuvres, en bénéficiant de l'apport de ces collections. C'est ainsi que le travail fut effectué en profondeur, sous l'influence de cette nouvelle musique religieuse, venue d'Italie.
Après la mort de Lalande en 1726, Sébastien de Brossard, tenta de conserver le cabinet de feu Lalande, y compris la collection Mathieu. Cependant, le garde de la Bibliothèque du roi Jean-Paul Bignon le lui refusa, en lui écrivant que la Bibliothèque n'avait aucun fonds pour faire des acquisitions. Ainsi est-il probable que la collection fut perdue. Et il fallut attendre le XXe siècle pour qu'elle sorte de l'oubli, un inventaire ayant été mis au jour.
L'inventaire après décès de Nicolas Mathieu fut découvert par Michel Le Moël. Grâce à ce document, la richesse de la bibliothèque de l'abbé Mathieu fut à nouveau confirmée : on y trouve non seulement un certain nombre de compositeurs français, déjà mentionnés, mais on y trouve aussi « Laurelani » (sic pour Paolo Lorenzani) et « Faugia » (sic pour Francesco Foggia). La collection ne comporte pas moins de 27 « paquets de Motets », messes ou Vespres à deux, trois et quatre voix et même davantage « d'autheurs italiens » (énumérations données sans autres précisions).